# Björn Järnsida (1774)
Björn Järnsida var en skärgårdsfregatt av klassen Turuma konstruerad av Fredrik Henrik af Chapman och skeppet byggdes och sjösattes i Karlskrona 1774. Fartyget är uppkallat efter den svenske vikingen och sagokungen Björn Järnsida. Fartyget ingick i den finska eskadern av Arméns flotta.

## Tjänstgöring
Gustaf III seglade med Björn Järnsida till Sankt Petersburg 1777 för att förhandla med sin kusin Katarina II. Senare deltog Björn Järnsida i Gustav III:s ryska krig och var Carl August Ehrensvärds befälsfartyg då det erövrades av ryssarna efter en lång strid under första slaget vid Svensksund, klockan två på morgonen den 25 augusti 1789. Då hade totalt fyra av hennes högsta befäl stupat i den hårda striden, däribland hennes kapten Carl Johan von Hohenhausen.
Fartyget ingick sedan i den ryska flottan och sjönk som blockskepp 1808.

## Bilder

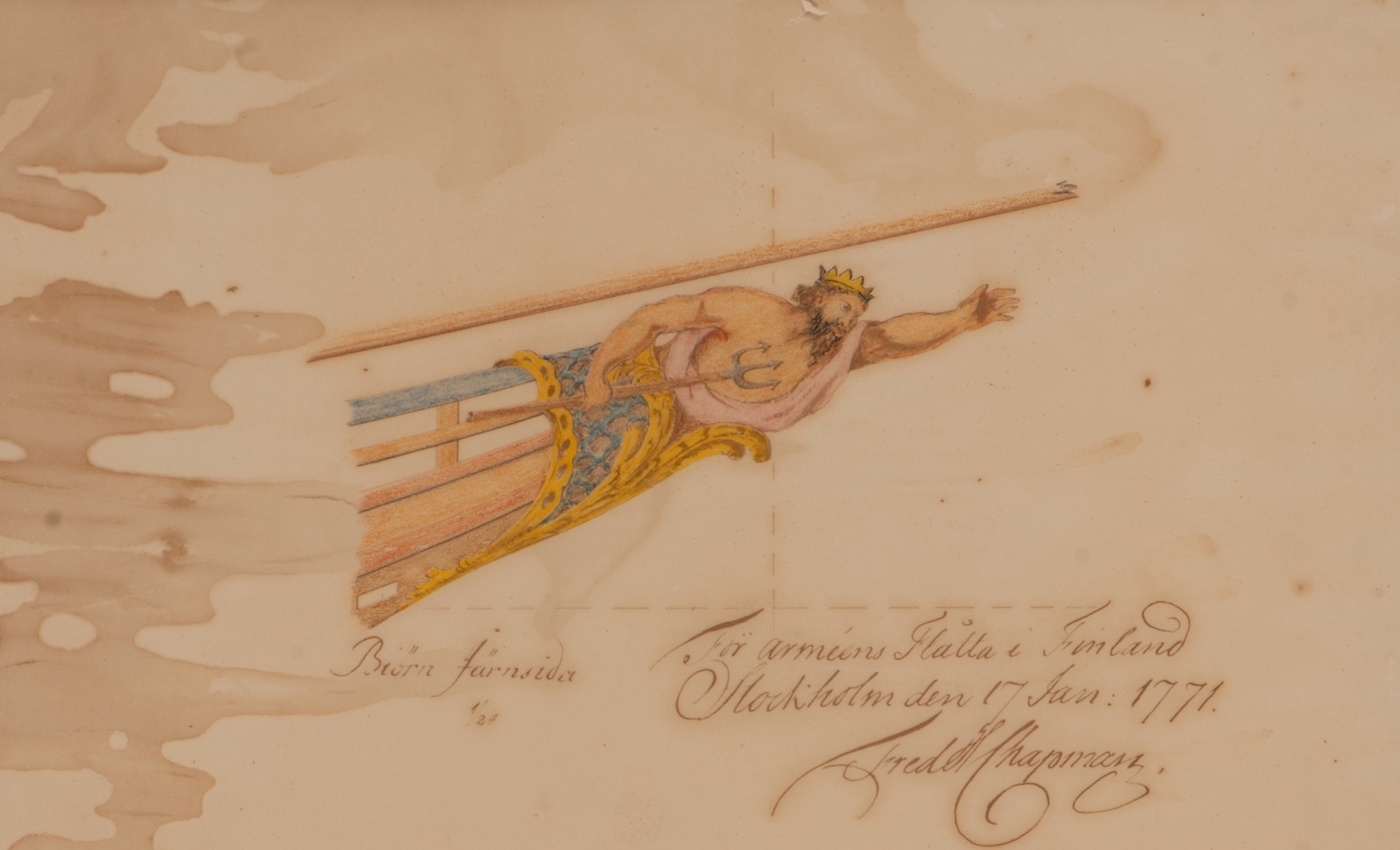
Björn Järnsidas galjonsfigur (1771)